# Sergio Blanco
Sergio Blanco (Montevideo, 30 de desembre de 1971) és un dramaturg i director teatral francouruguaià. Les seves obres han estat representades i guardonades en diferents països, entre les quals destaquen Tebas Land o La ira de Narciso. En la seva obra destaca l'exploració i desenvolupament teòric del gènere literari de l'autoficció en el teatre. És germà de l'actriu Roxana Blanco, que ha representat algunes de les seves obres.

## Trajectòria
Va passar la seva infància i adolescència a la ciutat uruguaiana de Montevideo, on va sentir que volia «viure en el francès». Per aquesta raó, quan va tenir la possibilitat se'n va anar a viure a París, on actualment resideix. Va estudiar Filologia Clàssica i Direcció Teatral a la Comédie-Française. La seva primera obra va ser La vigilia de los aceros o la Discordia de los Labdácidas (1998). El 2003 i 2007, va entrar en el repertori de la Comèdia Nacional de l'Uruguai, amb les peces 45' i Kiev. El 2008, amb l'escriptura de Kassandra, un monòleg teatral protagonitzat pel personatge mític de Cassandra, que va inaugurar la seva investigació artística sobre l'autoficció i va anar desenvolupant amb obres com Tebas Land (2012), Ostia (2015), La ira de Narciso (2015), Cartografia de una desaparición (2017) o El bramido de Düsseldorf (2017).
Amb les seves ha guanyat el Premi Nacional de Dramatúrgia de l'Uruguai, el Premi Florencio al Millor Dramaturg, el Premi Internacional Casa de les Amèriques, el Theatre Awards al Millor Text a Grècia i l'Award Off West End de Londres. La temporada 2017-2018, el Teatre Nacional de Catalunya, sota la direcció de Xavier Albertí, va decidir dedicar-li un cicle, amb la representació de Tebas Land, Cartografia de una desaparicón i Kassandra, aquesta última dirigida per Sergi Belbel i protagonitzada per Elisabet Casanovas.
El gener de 2021, fou una de les 50 personalitats que signar el manifest «Dialogue for Catalonia», promogut per Òmnium Cultural i publicat a The Washington Post i The Guardian, a favor de l'amnistia dels presos polítics catalans i del dret d'autodeterminació en el context del procés independentista català. Els signants lamentaren la judicialització del conflicte polític català i conclogueren que aquesta via, lluny de resoldre'l, l'agreuja: «ha comportat una repressió creixent i cap solució». Alhora, feren una crida al «diàleg sense condicions» de les parts «que permeti a la ciutadania de Catalunya decidir el seu futur polític» i exigiren la fi de la repressió i l'amnistia per als represaliats.

## Obres

### Teatre
- La vigilia de los aceros o la Discordia de los Labdácidas (1998)
- Die Brücke (1999)
- Slaughter (2000)
- 45' (2002)
- Kiev (2003)
- diptiko (vol. 1 y 2) (2005)
- Opus sextum (2006)
- Kassandra (2008)
- Barbarie (2009)
- El salto de Darwin (2011)
- Tebas Land (2012)
- Ostia (2015)
- La ira de Narciso (2015)
- Cartografía de una desaparición (2017)
- Campo Blanco (2017), junto a Matilde Campodónico.
- El bramido de Düsseldorf (2017)
- Tráfico (2018)
- Cuando pases sobre mi tumba (2019)[6]

- COVID 451 (2020)

### No-ficció
- Autoficción. Una ingeniería del yo. Punto de Vista Editores. Madrid, 2018.